# Ácido 4-metoxinaftaleno-1-sulfônico
Ácido 4-metoxinaftaleno-1-sulfônico é o composto orgânico de fórmula C11H10O4S e massa molecular 238,2597. Seu sal de sódio, o 4-metoxinaftalenessulfonato de sódio, de fórmula C11H9NaO4S, SMILES COC1=CC=C(C2=CC=CC=C21)S(=O)(=O)O e massa molecular 260,246, é classificado com o número MDL MFCD00021517.